# فاسيل غيبي
مدينة فاسيل غيبي المحصّنة هي مقرّ الإمبراطور الإثيوبي فاسيليديس وخلفائه في القرنين السادس والسابع عشر وهي تضمّ في حرمٍ من 900 متر القصر والكنائس والأديرة والمباني العامة والخاصة فريدة الطراز التي تحمل بصمات هندية وعربيّة التي تحولت، على يد الإرسالات اليسوعية في غوندار إلى فن من روائع الفنون النادرة.

## معرض صور

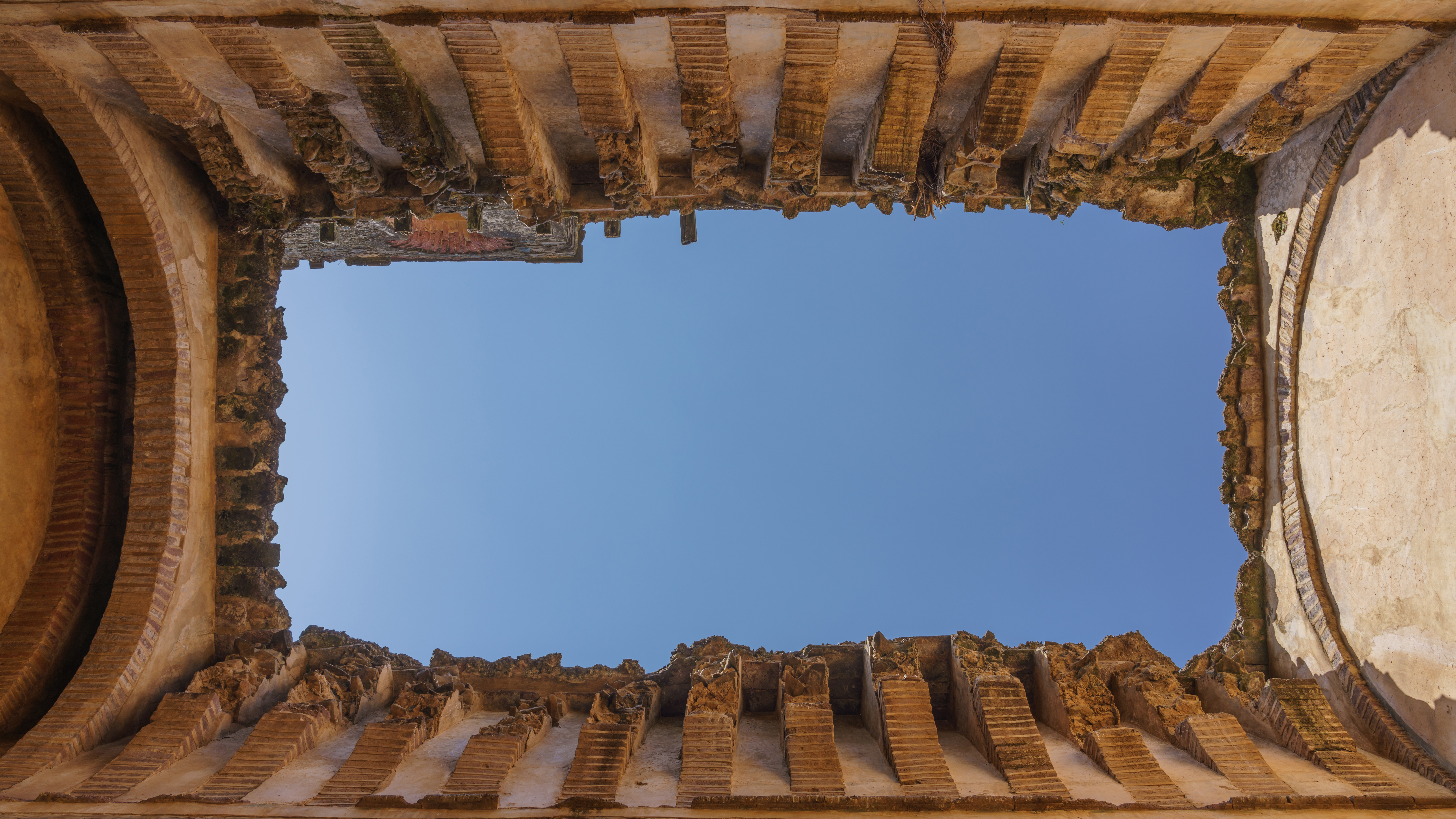
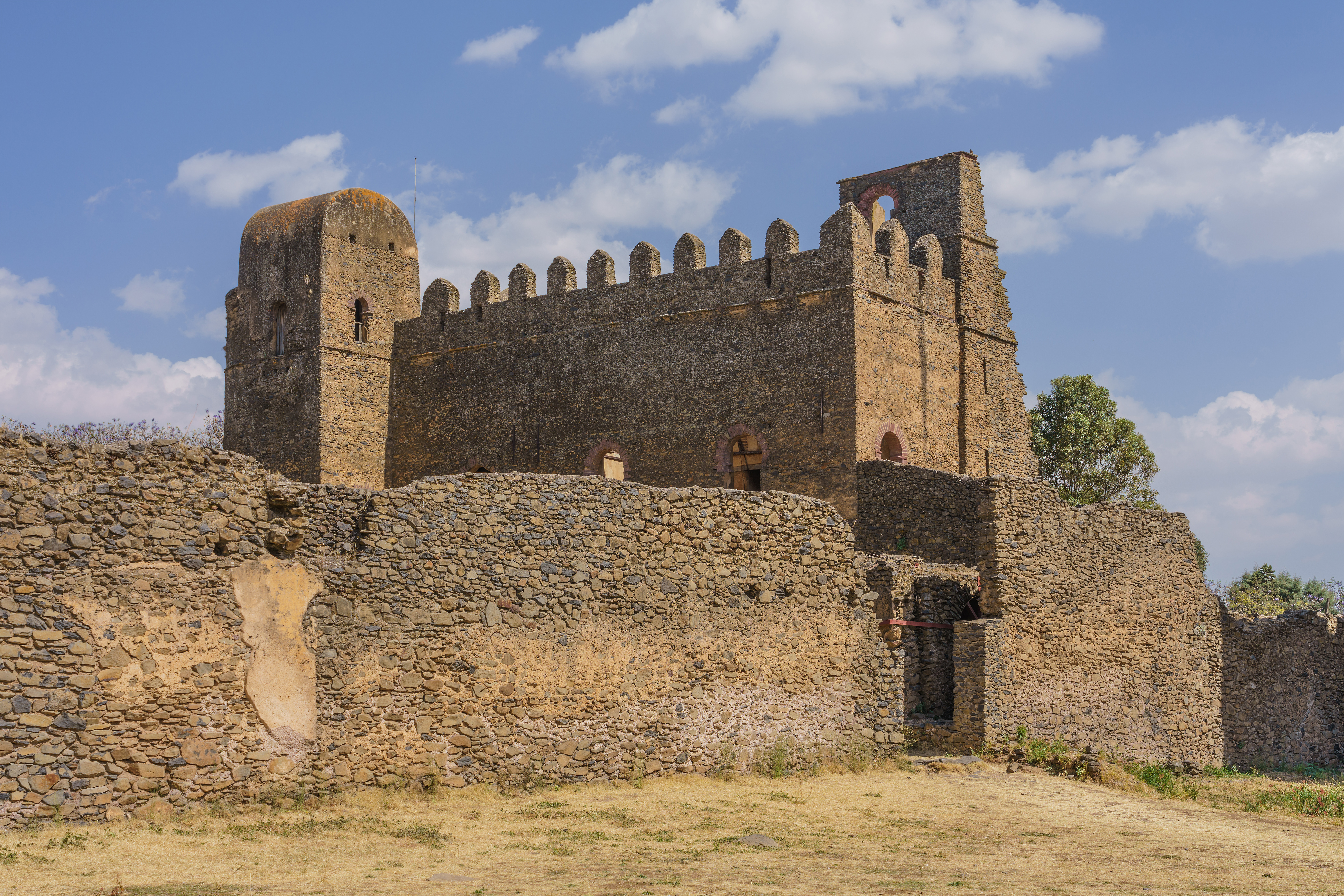
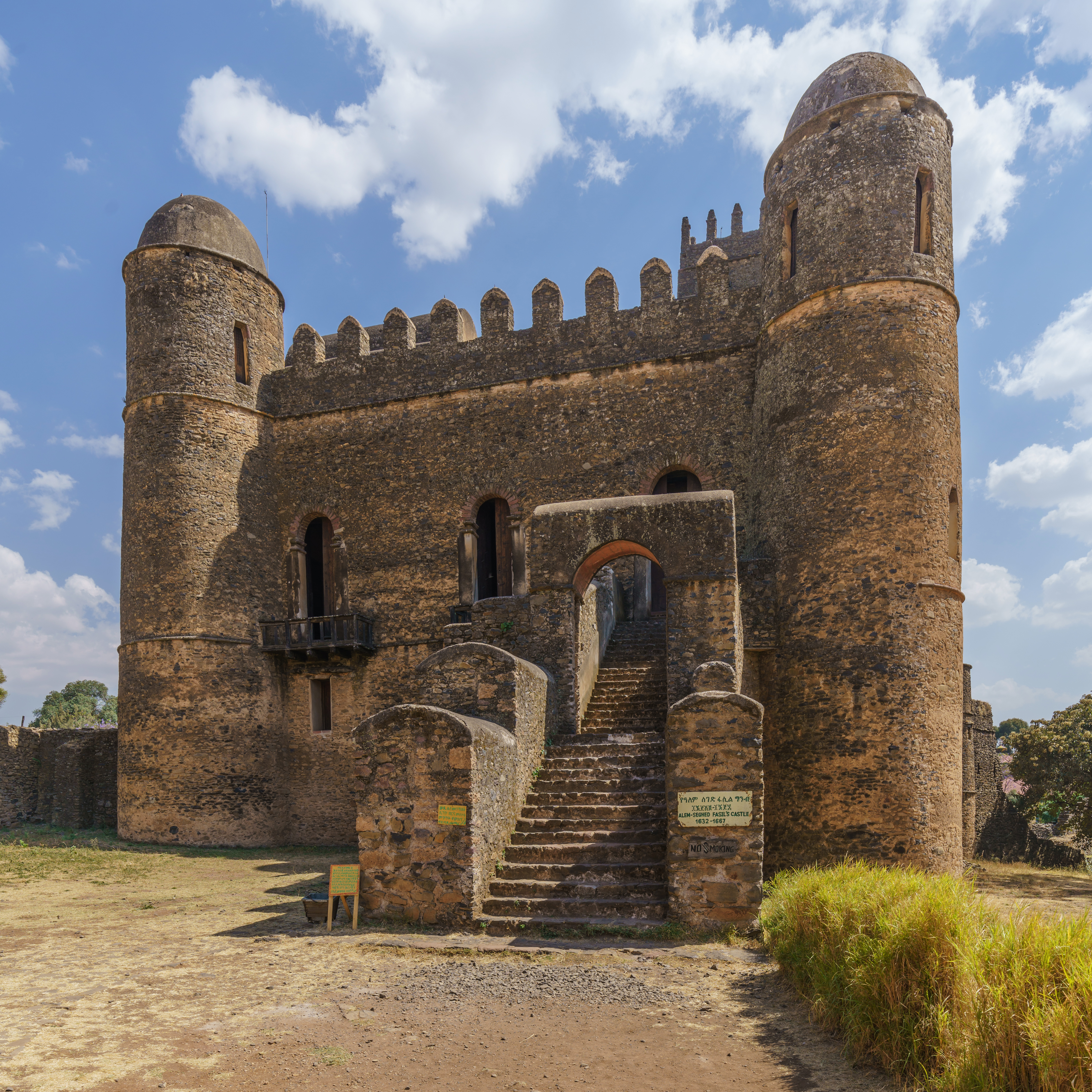
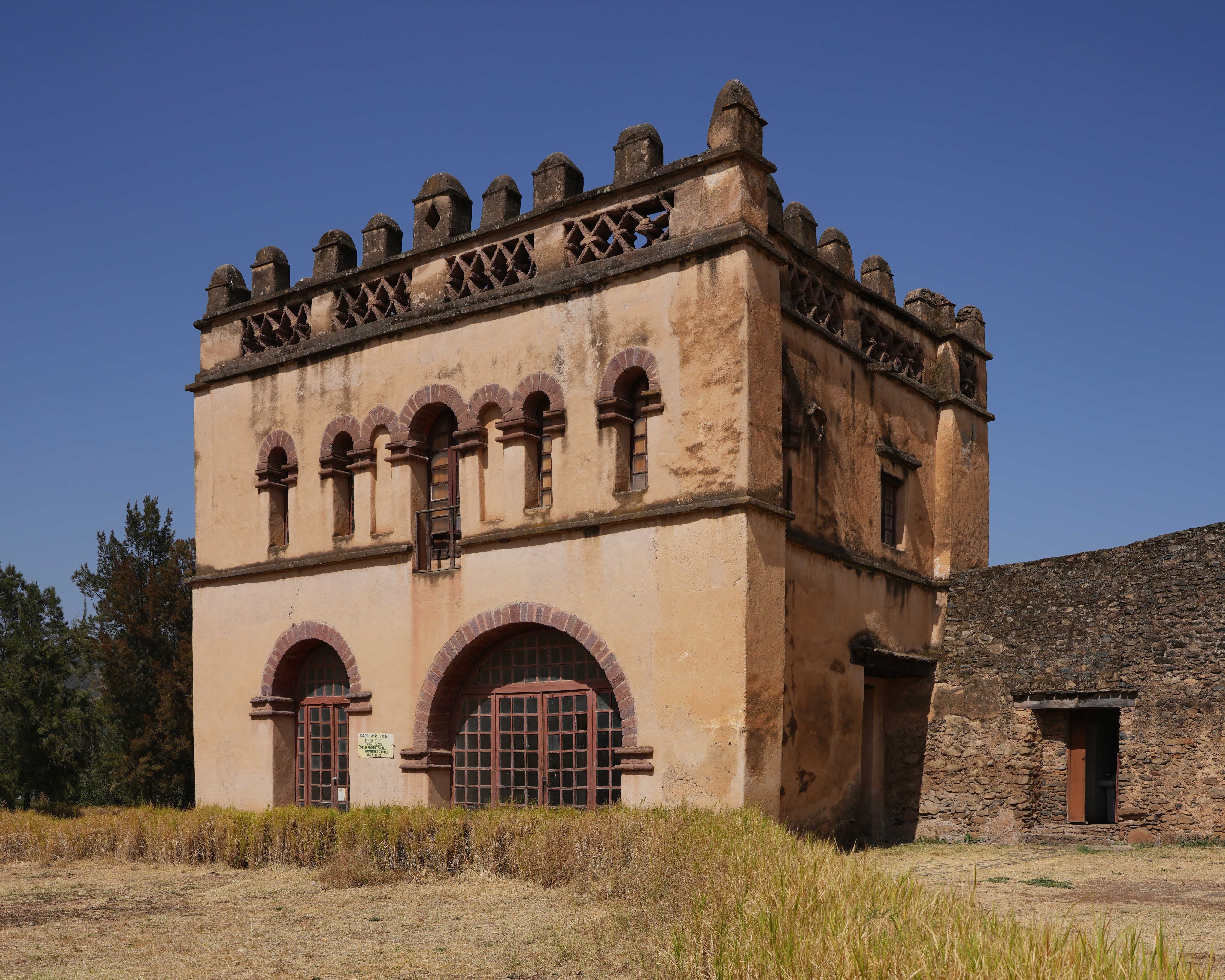
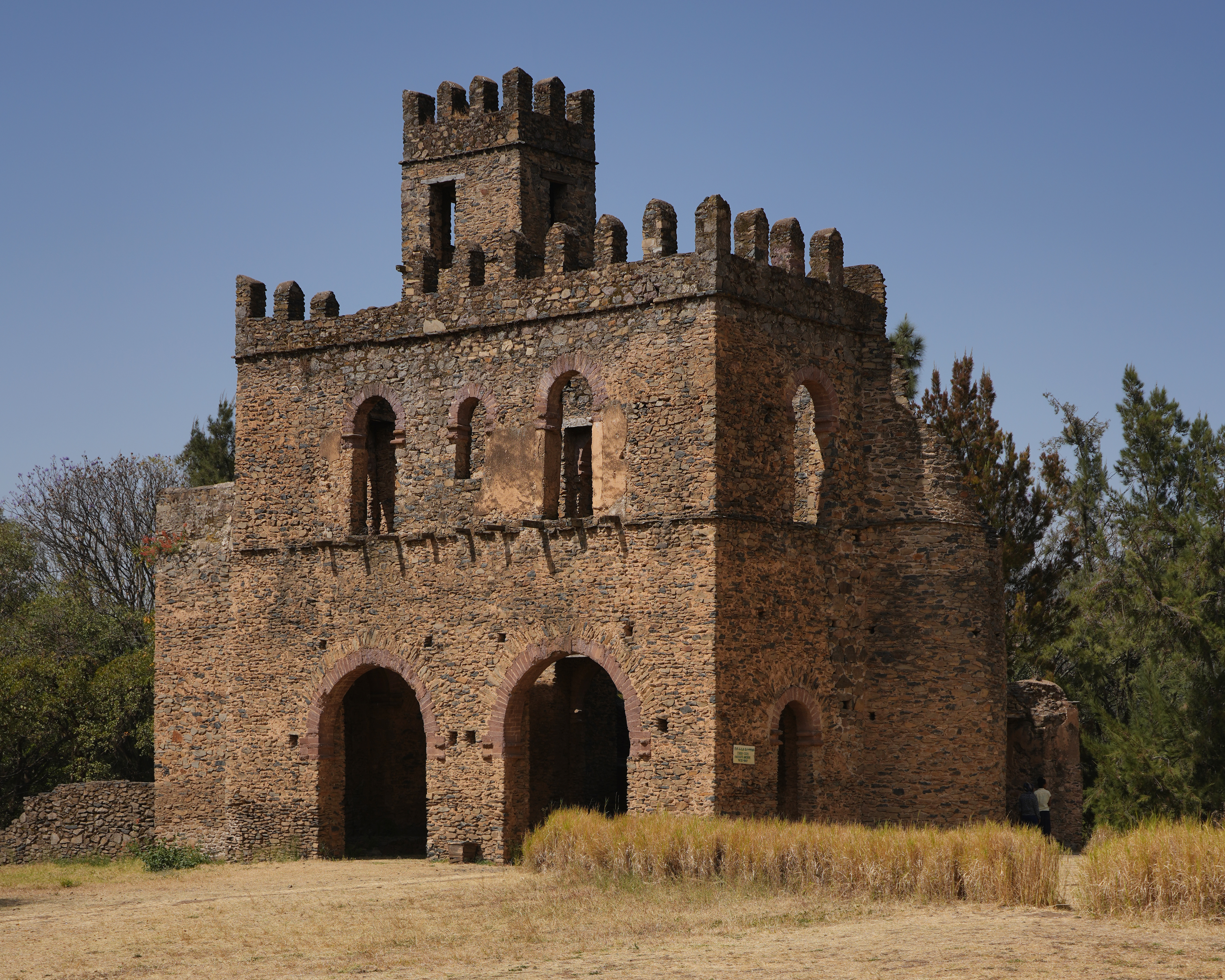
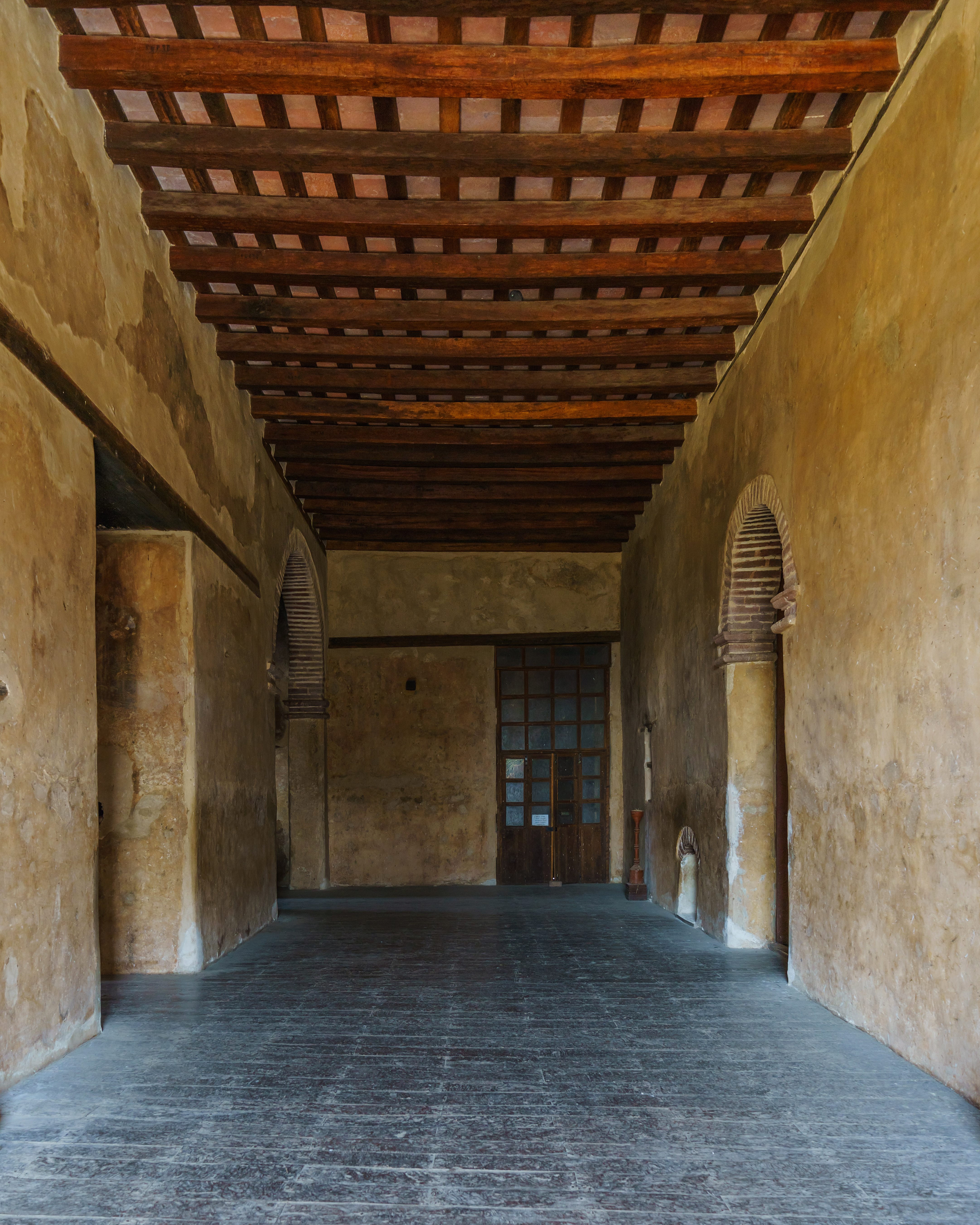